# بابلو غوميز (لاعب كرة قدم)
بابلو غوميز (بالإسبانية: Pablo Gómez Ortiz de Guzmán)‏ (21 مايو 1970 بفيتوريا-غاستيز في إسبانيا - ) هو مدرب كرة قدم ولاعب كرة قدم إسباني في مركز الوسط. لعب مع رايو فايكانو وريال بلد الوليد ونادي لاردة ونادي ليفانتي.

## وصلات خارجية
- بابلو غوميز على موقع قاعدة بيانات كرة القدم.إي يو (الإنجليزية)
- بابلو غوميز على موقع عالم كرة القدم.نت (الإنجليزية)